# Udomelsky (huyện)
Huyện Udomelsky (tiếng Nga: Удомельский райо́н) là một huyện hành chính tự quản (raion), của Tỉnh Tver, Nga. Huyện có diện tích 2528 km², dân số thời điểm ngày 1 tháng 1 năm 2000 là 11300 người. Trung tâm của huyện đóng ở Udomlya.